# Ytterstvattnet
Ytterstvattnet är en sjö i Ragunda kommun i Jämtland och ingår i Indalsälvens huvudavrinningsområde. Sjön har en area på 0,461 kvadratkilometer och ligger 318,9 meter över havet. Sjön avvattnas av vattendraget Gilleran.

## Delavrinningsområde
Ytterstvattnet ingår i det delavrinningsområde (701777-151497) som SMHI kallar för Utloppet av Ytterstvattnet. Medelhöjden är 400 meter över havet och ytan är 5,53 kvadratkilometer. Räknas de 12 avrinningsområdena uppströms in blir den ackumulerade arean 155,79 kvadratkilometer. Gilleran som avvattnar avrinningsområdet har biflödesordning 2, vilket innebär att vattnet flödar genom totalt 2 vattendrag innan det når havet efter 136 kilometer. Avrinningsområdet består mestadels av skog (68 procent). Avrinningsområdet har 0,46 kvadratkilometer vattenytor vilket ger det en sjöprocent på 8,3 procent.